# Cerynia parnassioides
Cerynia parnassioides är en insektsart som beskrevs av William Edward China 1925. Cerynia parnassioides ingår i släktet Cerynia och familjen Flatidae. Inga underarter finns listade i Catalogue of Life.